# Lissoblemma viridifusa
Lissoblemma viridifusa là một loài bướm đêm trong họ Geometridae.